# Parlamento dell'Irlanda del Nord
Il Parlamento dell'Irlanda del Nord è stato creato dal Government of Ireland Act nel 1920 ed è stato sciolto a seguito del crescente conflitto nordirlandese. Originariamente proveniva dal regolamento della Home rule del 1914, che prevedeva un parlamento irlandese indipendente. Il Parlamento dell'Irlanda del Sud è stato creato nello stesso momento del parlamento dell'Irlanda del Nord.
Il Parlamento dell'Irlanda del Nord era composto da due camere:
- la camera bassa eletta, la Camera dei comuni dell'Irlanda del Nord
- la camera alta in gran parte impotente, il Senato dell'Irlanda del Nord

## Storia

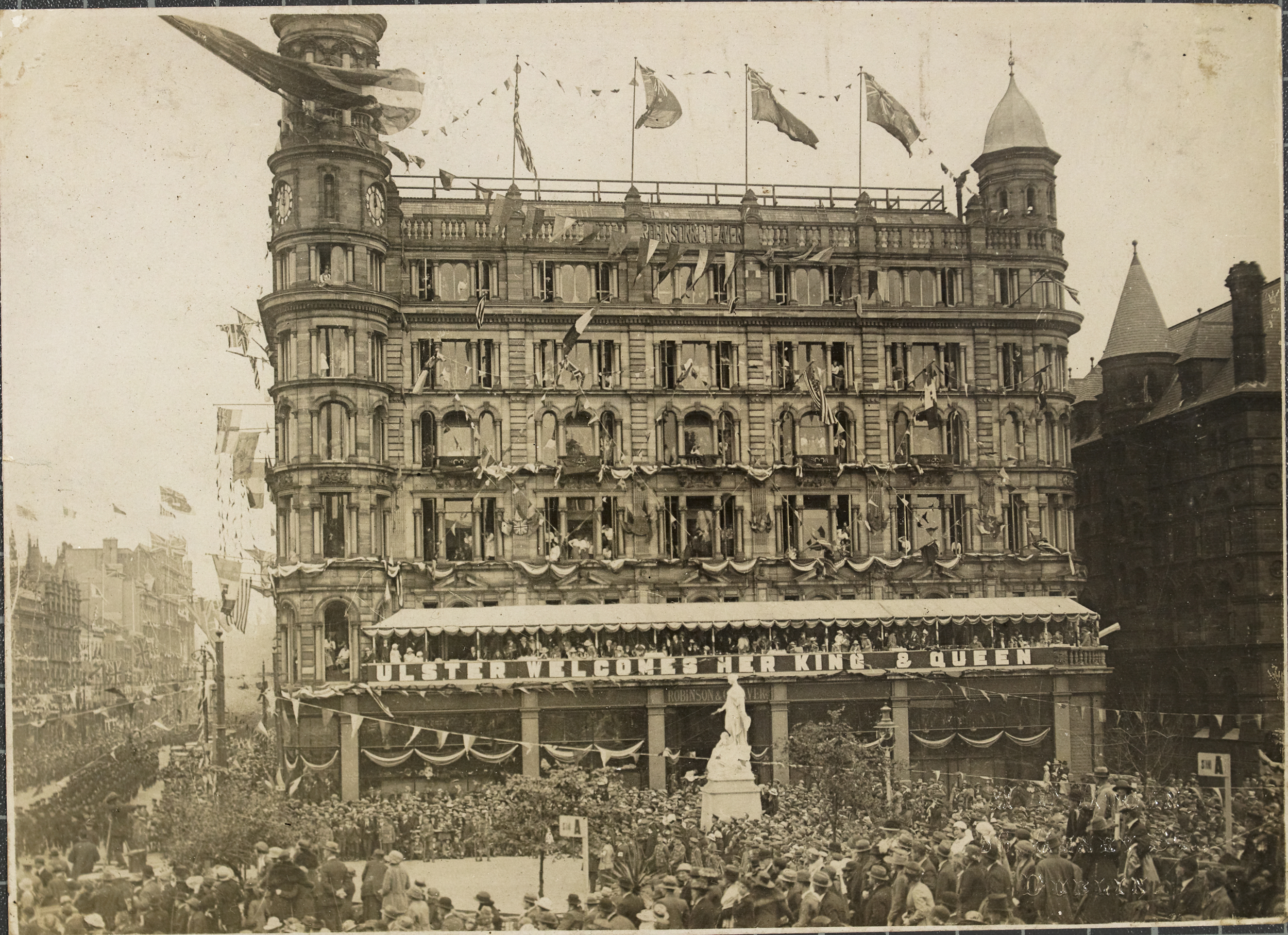
Il negozio Robinson e Cleaver a Belfast, che celebra l'apertura ufficiale del primo parlamento nell'Irlanda del Nord, il 21 giugno 1921.

La prima elezione alla Camera dei comuni del Parlamento dell'Irlanda del Nord avvenne il 24 maggio 1921. Il Partito Unionista dell'Ulster protestante (UUP) ha ottenuto 40 dei 52 seggi. In occasione dell'inaugurazione del 7 giugno 1921 nel Municipio di Belfast, il re Giorgio V fece una proposta importante per la riconciliazione tra nord e sud. Il discorso, progettato da David Lloyd George su raccomandazione di Jan Smuts, ha aperto le porte al contatto formale tra il governo britannico e l'amministrazione repubblicana sotto Éamon de Valera. Nel giugno del 1922, il terzo Dáil fu eletto come assemblea costituente nell'Irlanda del Sud, con l'Irlanda del Nord che si ritirava immediatamente dallo Stato Libero d'Irlanda creato dal trattato. La guerra civile irlandese (1922-1923) scoppiò dopo la vittoria dei sostenitori del contratto nel sud.
Il Government of Ireland Act del 1920 rimase la legge di base per il governo dell'Irlanda del Nord fino al 1972. Nella camera bassa, il diritto di voto e i confini dei collegi elettorali erano stati adeguati in modo tale che i cattolici, che erano già in minoranza, furono ulteriormente svantaggiati (Gerrymandering). Di conseguenza, questo Parlamento è stato dominato dall'UUP protestante.
Il 30 gennaio 1972, a seguito del crescente conflitto nordirlandese, ebbe luogo la Bloody Sunday: a Derry, almeno 14 cattolici disarmati, tra cui sei minori, furono uccisi dai paracadutisti britannici in una manifestazione contro la politica di internamento. Di conseguenza, vi fu un forte afflusso all'IRA e atti di terrorismo da parte di vari gruppi (da parte dei nazionalisti irlandesi, in particolare l'IRA e da parte degli unionisti, ad esempio l'Ulster Defence Association), in cui molti civili caddero vittime.
Nel marzo 1972, il governo britannico ha sospeso il parlamento dell'Irlanda del Nord e l'Irlanda del Nord è stata governata da un ministro dell'Irlanda del Nord dal 24 marzo ("Direct rule"). Anche il Parlamento dell'Irlanda del Nord è stato formalmente sciolto dal Northern Ireland Constitution Act 1973.

## Successore
In base all'accordo di Sunningdale del 1973, al suo posto si costituì l'Assemblea dell'Irlanda del Nord, insieme al Consiglio irlandese (Ireland Council) e all'Esecutivo dell'Irlanda del Nord. Fu revocato un anno dopo perché i radicali di entrambi i partiti si rifiutarono di farlo. Nel 1982 fu istituita un'altra assemblea, un organo con scarsa competenza, che fu sciolta nel 1986 a causa del basso sostegno da parte cattolica. La moderna Assemblea dell'Irlanda del Nord è stata eletta per la prima volta il 25 giugno 1998 come parte dell'attuazione dell'Accordo del Venerdì Santo e ha tenuto la sua prima sessione il 1º luglio dello stesso anno.